# The Luck of the Fryrish
The Luck of the Fryrish (рус.  «Удача По-Фрайски») — четвёртый эпизод третьего сезона мультсериала «Футурама». Североамериканская премьера этого эпизода состоялась 11 марта 2001 года.

## Сюжет
В начале эпизода показан момент рождения Фрая, когда его мать слушает трансляцию бейсбольного матча между Нью-Йорк Метс и Лос-Анджелес Доджерс, проходившего 14 августа 1974 года. Отец Фрая знакомит своего сына Енси с маленьким Филиппом, что вызывает у старшего из сыновей сильную ревность.
Далее сюжет возвращается в настоящее (то есть в будущее) на стадион «Молниеносный забег», куда прилетела вся команда Межпланетного экспресса смотреть скачки. Фраю сильно не везет, и все ставки, что он делает, оказываются не выигрышными. Во время перерыва Бендер вкалывает всем лошадям (кроме одной) успокоительное, чтобы его ставки выиграли. Проиграв все деньги и потеряв последний доллар, Фрай решает вернуть себе свою удачу. Он вспоминает, как в детстве, играя с братом в баскетбол, он нашёл клевер с семью лепестками, после чего ему стало больше везти. Фрай решает, что ему пора вернуть клевер, который он спрятал в XX веке в укромном месте.
Спустившись под землю, Фрай, Лила и Бендер оказываются в старом разрушенном Нью-Йорке. Добравшись с помощью Бендера по рельсам в квартал, где жил Фрай, команда находит его дом. Рассказывая Лиле и Бендеру об этом районе, Фрай вспоминает, как в детстве он боялся, что клевер украдёт его брат, и спрятал его в сейфе. Открыв сейф, Фрай не обнаружил своего клевера, и понял, что Енси всё-таки украл его.
Прогуливаясь по улицам старого Нью-Йорка, команда находит памятник Филлипу Джей Фраю — первому человеку на Марсе. Увидев изображение клевера на пиджаке предполагаемого брата, Фрай убедился, что Енси украл не только его клевер (сам Енси удивлен этому так как это личная вещица Фрая), но и имя Фрая.
Находясь в офисе Межпланетного экспресса, команда узнает с помощью Интернета о жизни брата Фрая. В фильме о Филлипе Джей Фрае рассказывалось об успехах его жизни, а также упоминалось, где он похоронен. Фрай решает отправиться на Национальное орбитальное кладбище, чтобы вернуть себе свой клевер с семью лепестками. На кладбище команда находит памятник Филлипа Фрая, но во время раскопок Фрай задевает лопатой заросшую надгробную эпитафию и, прочтя, понимает, что Филлип Джей Фрай — это сын Енси, его племянник, названный в честь пропавшего брата, и со слезами на глазах и улыбкой на лице возвращает клевер Филлипу.

## Персонажи
Список новых или периодически появляющихся персонажей сериала
- Дебют: Энди Голдман
- Дебют: Толстяк
- Дебют: Миссис Фрай
- Дебют: Филипп Дж. Фрай Второй
- Скраффи
- Дебют: Енси Фрай-Старший
- Дебют: Енси Фрай-Младший

## Интересные факты
- Четырёхлистный клевер в западной традиции считается символом удачи.
- Пятилистный клевер сулит богатство и удачу, а также отгоняет зло.